# Hyadesia tenuipilis
Hyadesia tenuipilis is een mijtensoort uit de familie van de Hyadesiidae. De wetenschappelijke naam van de soort is voor het eerst geldig gepubliceerd in 1979 door Fain.